# Mycerinodes
Mycerinodes is een kevergeslacht uit de familie van de boktorren (Cerambycidae). De wetenschappelijke naam van het geslacht werd voor het eerst geldig gepubliceerd in 1893 door Kolbe.

## Soorten
Mycerinodes omvat de volgende soorten:
- Mycerinodes lettow-vorbecki Kriesche, 1926
- Mycerinodes puerilis Kolbe, 1893
- Mycerinodes uluguruensis Breuning, 1975